# Topola szara
Topola szara (Populus × canescens) – gatunek pochodzenia mieszańcowego powstały ze skrzyżowania topoli osiki z topolą białą. Występuje naturalnie w środkowej i południowo-wschodniej Europie oraz w Azji zachodniej, zwykle w pobliżu gatunków rodzicielskich. Rośnie na glebach lekkich i wilgotnych, najczęściej nad wodami, w lasach łęgowych. 

## Morfologia

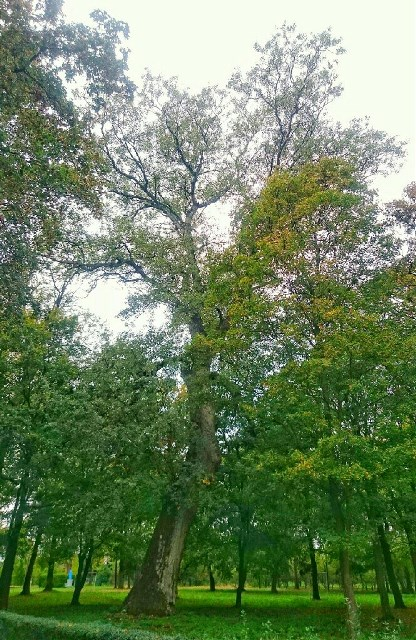
Topola szara w Wojszycach - najstarszy i najgrubszy znany w Polsce okaz gatunku, pomnik przyrody

PokrójDrzewo o wysokości do 30 m. Korona jest szeroka, w górnej części wysklepiona (tylko u młodych okazów stożkowata). Pień gruby z nielicznymi, potężnymi i gładkimi konarami. Końcowe gałęzie są cienkie, nieco zwieszające.
KoraKora ma szaro-białą barwę podobną do topoli białej. U młodych drzew ma listwy korkowe, które z wiekiem tworzą czarne narośla. Górne gałęzie często wyginają się łukowo.
PędyMłode mają zielonkawą lub czerwonawoszarą barwę. Szary, łatwo ścierający się kutner utrzymuje się do późnej jesieni. Pąki są nagie na szczycie i czerwonobrunatne.
LiścieMają cechy pośrednie w stosunku do taksonów rodzicielskich. Są długoogonkowe i po topoli białej z wierzchu błyszczące i silnie owłosione. Po osice mają kształt okrągławy, z brzegiem tylko zatokowym, nie klapowanym. Na długopędach są bardziej klapowane niż liście osiki, ale nie tak bardzo jak u topoli białej. Młode listki pokryte są kremowo-szarym kutnerem, na starszych kutner jest rzadki i szary.
KwiatyRoślina dwupienna. Większość okazów jest rodzaju męskiego. Kwiaty zebrane są w kwiatostany zwane kotkami o długości około 4 cm. U okazów męskich kotki są białawe z czerwonymi pylnikami. Kwiatostany żeńskie są zielonkawe i wydłużają się znacznie podczas dojrzewania nasion.
OwoceTorebki zawierające liczne, bardzo drobne nasiona, zaopatrzone w liczne włoski lotne.
KorzenieSystem korzeniowy silnie rozwinięty, zmienny, pomiędzy talerzowym a palowym, w zależności od udziału genów gatunków rodzicielskich.

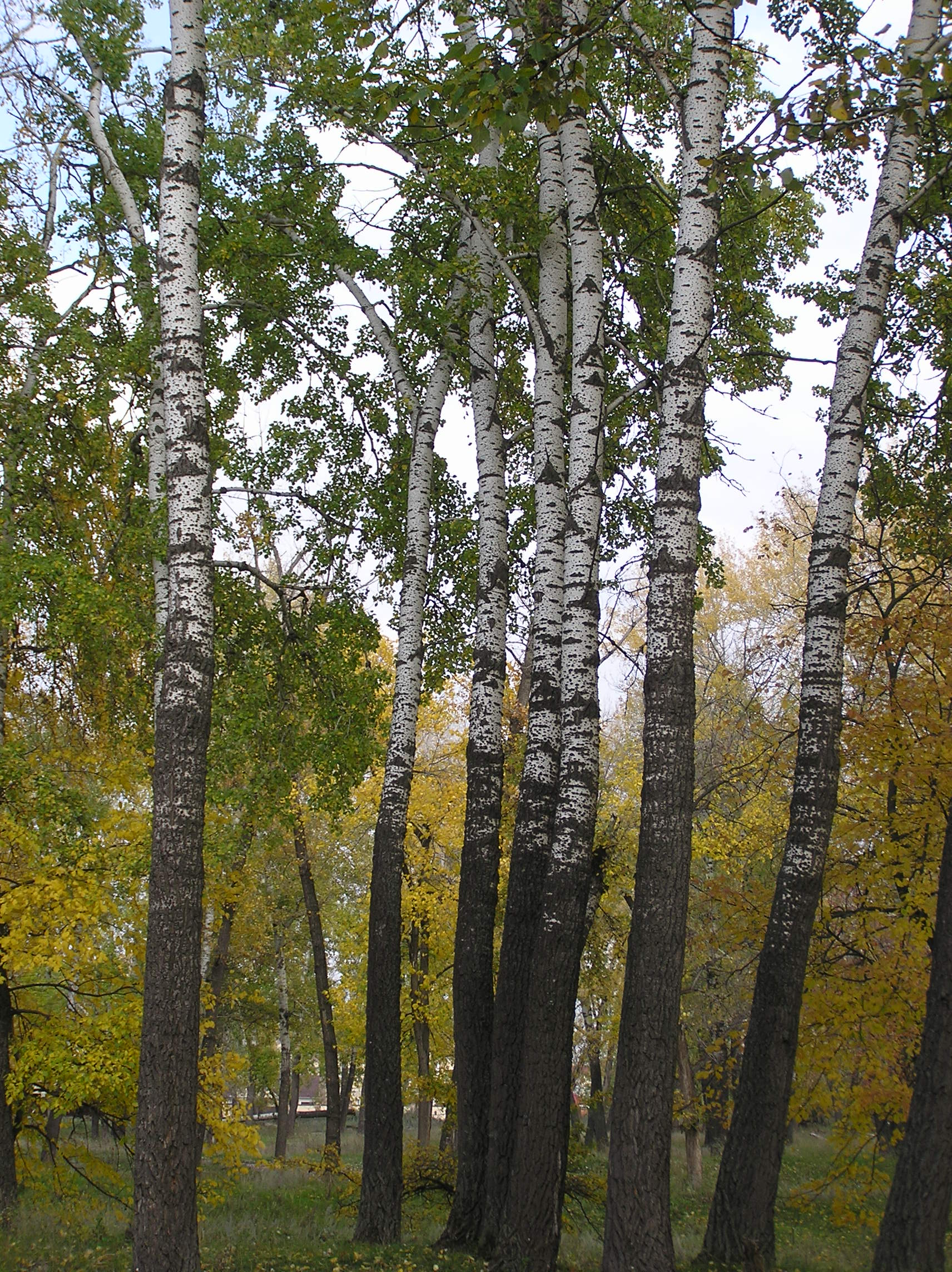
Pnie
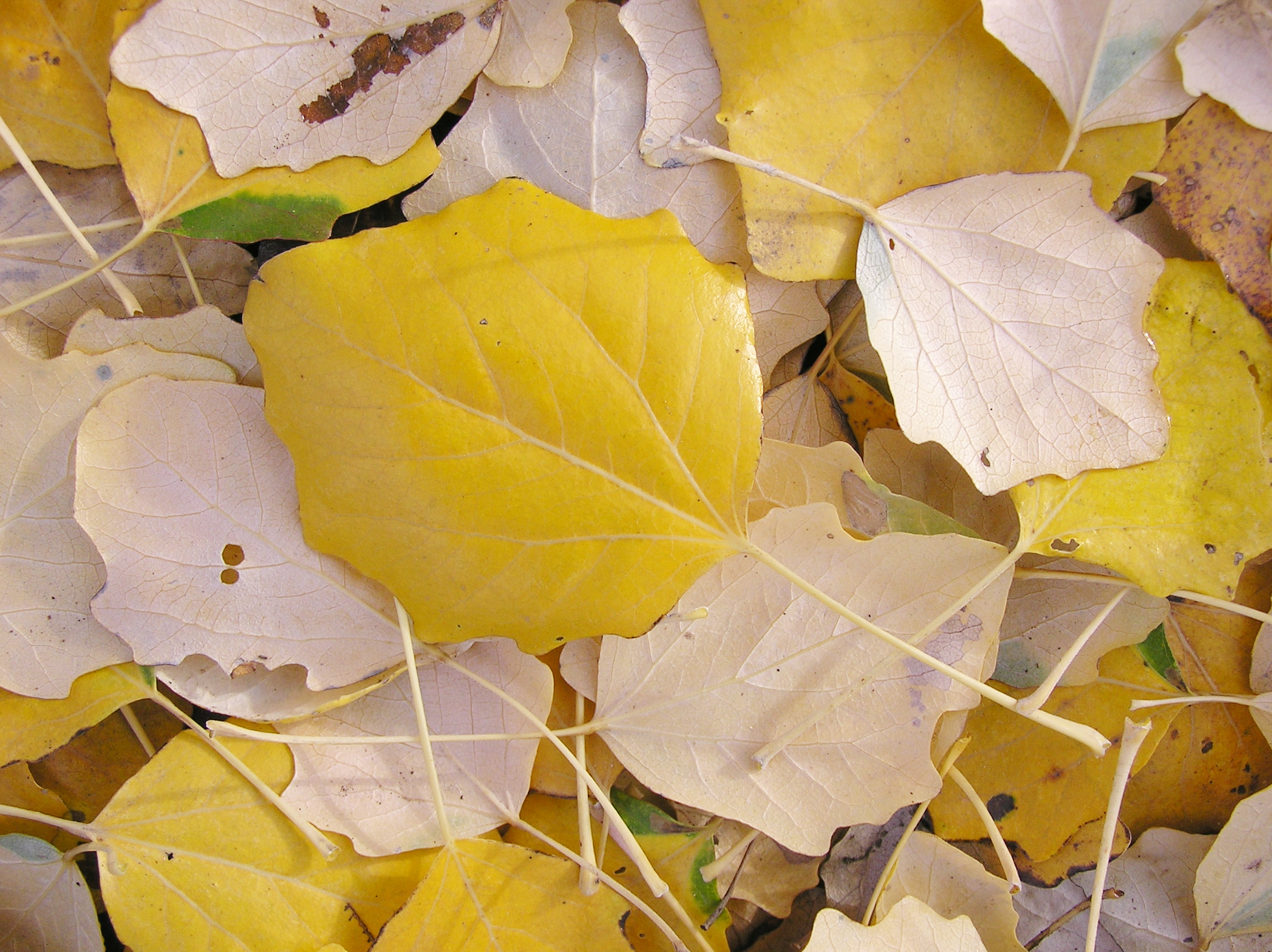
Jesienne liście
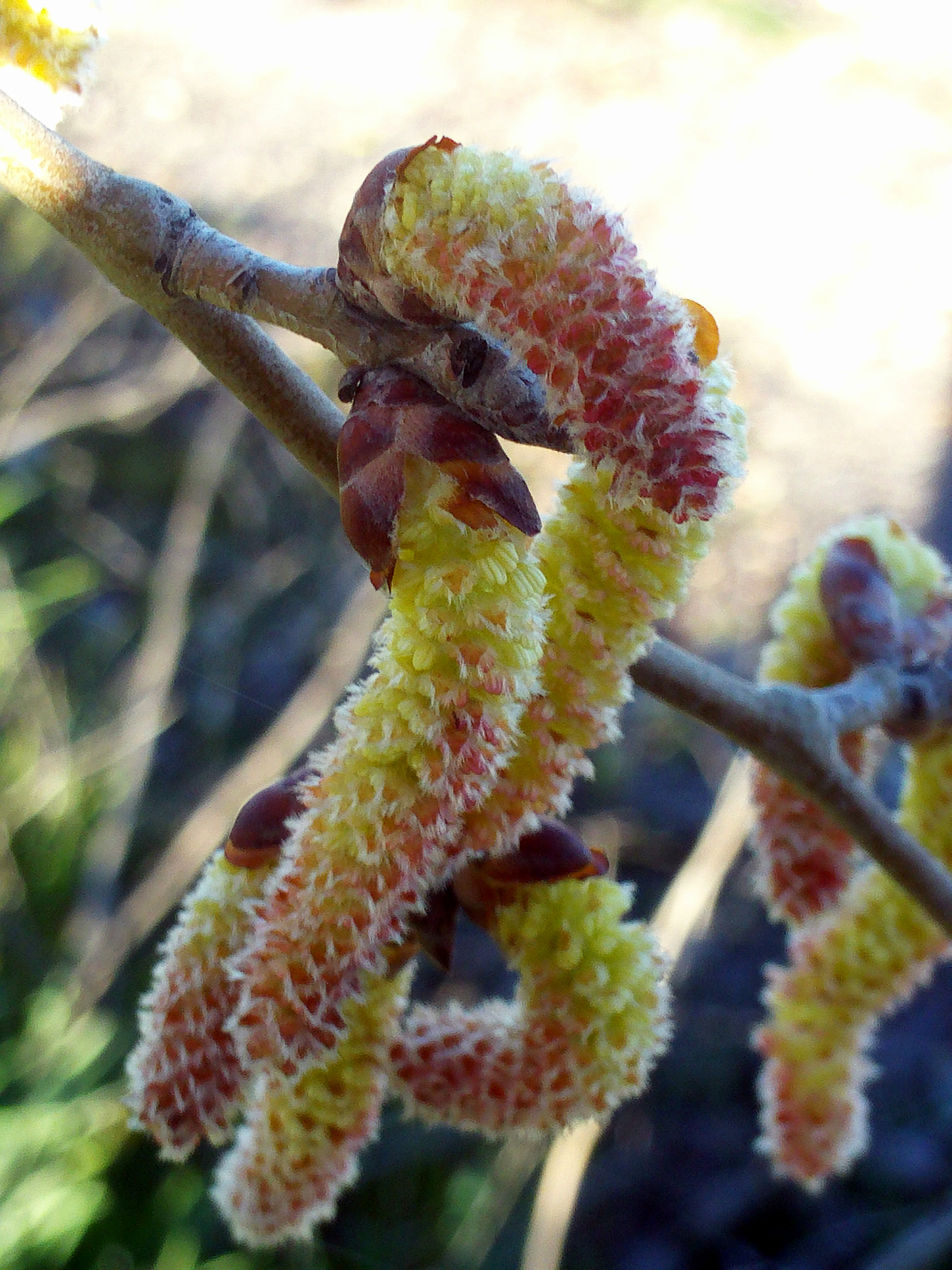
Kotki

## Biologia
Kwitnienie trwa od lutego do kwietnia. Kwiaty są wiatropylne. Także nasiona roznoszone są przez wiatr.

## Zmienność
Jako mieszaniec międzygatunkowy wykazuje dużą zmienność.
Wybrane odmiany:
- 'Tower' - odmiana kolumnowa cechująca się powolnym wzrostem. Hybryda P. alba i P. tremula 'Erecta'.
- 'De Moffart' - wiatroodporna odmiana o szerokojajowatej koronie. Powszechnie sadzona w Holandii.
- 'Macrophylla' - posiada wyjątkowo duże liście o szerokości do 15 cm[7].

## Zastosowanie
Bywa stosowana w nasadzeniach wiatrochronnych oraz w celu umacniania gruntów. Zalecana jest jako najlepsza z topól do sadzenia na glebach wapiennych.

## Największe okazy w Polsce
- Topola szara w Wojszycach – rok pochodzenia: 1880, obwód pierśnicowy: 549 cm, wysokość: 29 m
- Topola szara przy gmachu Ministerstwa Finansów w Warszawie - rok pochodzenia: 1891, obwód pierśnicowy: 455 cm, wysokość: 28 m
- Topola szara na Starym Mokotowie w Warszawie – rok pochodzenia: 1925, obwód pierśnicowy: 374 cm, wysokość: 26 m
- Topola szara w Bibicach – rok pochodzenia: 1920-1940, obwód pierśnicowy: 410 cm, wysokość: 25 m